# じわソン 〜声優の卵が選んだ“泣けるアニソン”を、和島あみが歌ってみた〜
『じわソン 〜声優の卵が選んだ“泣けるアニソン”を、和島あみが歌ってみた〜』（じわソン せいゆうのたまごがえらんだなけるアニソンをわじまあみがうたってみた）は、和島あみのコンセプトアニソンカバーミニアルバムである。2020年1月17日に配信。

## 概要
泣けるアニソンをコンセプトに声優、アニソンシンガーを目指す専門学生によるアンケートによって選曲されたコンセプトアニソンカバーミニアルバム。
トータルプロデュースはJUVENILEが全曲担当した。
タイトルの「じわソン」部分はTwitterによるアンケートを参考にして決定した。
2019年12月20日に「ひまわりの約束」、2019年12月27日に「旅立ちのうた」が先行配信された。

## 収録曲
（全編曲：JUVENILE）
1. フリージア [4:53]
作詞：Uru　作曲：岩見直明
  - Uruのカバー。
  - TVアニメ「機動戦士ガンダム 鉄血のオルフェンズ」第2期エンディングテーマ
2. 変わらないもの [4:53]
作詞・作曲：奥華子
  - 奥華子のカバー。
  - アニメ映画「時をかける少女」挿入歌
3. ひまわりの約束 [4:56]
作詞・作曲：秦基博
  - 秦基博のカバー。
  - 東宝系3DCGアニメ映画『STAND BY ME ドラえもん』主題歌。
4. 旅立ちのうた [4:49]
作詞：藤林聖子、作曲：本間昭光
  - 3年E組のカバー。
  - テレビアニメ『暗殺教室』挿入歌。
5. secret base 〜君がくれたもの〜 [5:12]
作詞・作曲：町田紀彦
  - ZONEのカバー。
  - TVドラマ「キッズウォー3」主題歌

## 参加専門学校
- 尚美ミュージックカレッジ専門学校[3]
- 東京メディアアカデミー 専門学校 東京声優アカデミー[4]
- 専門学校東京アナウンス学院[5]
- 専門学校アニメ・アーティスト・アカデミー[6]
- 専門学校ESPエンタテインメント東京[7]
- 専門学校デジタルアーツ東京[8]
- 東京スクールオブミュージック＆ダンス専門学校[9]